# Lista planetelor minore: 292001–293000
Aceasta este lista planetelor minore cu numerele 292001–293000.

## 292001–292100
| Denumire         | Denumire provizorie | Data descoperirii  | Locul descoperirii | Descoperitor(i) |
| ---------------- | ------------------- | ------------------ | ------------------ | --------------- |
| 292001 –         | 2006 QG117          | 27 august 2006     | Anderson Mesa      | LONEOS          |
| 292004 –         | 2006 QV120          | 29 august 2006     | Catalina           | CSS             |
| 292007 –         | 2006 QH124          | 16 august 2006     | Palomar            | NEAT            |
| 292014 –         | 2006 QH144          | 26 august 2006     | Reedy Creek        | J. Broughton    |
| 292015 –         | 2006 QH145          | 18 august 2006     | Kitt Peak          | Spacewatch      |
| 292037 –         | 2006 QN176          | 22 august 2006     | Cerro Tololo       | M. W. Buie      |
| 292039 –         | 2006 QP182          | 28 august 2006     | Apache Point       | A. C. Becker    |
| 292050 –         | 2006 RX1            | 13 septembrie 2006 | Eskridge           | Eskridge        |
| 292051 Bohlender | 2006 RD3            | 14 septembrie 2006 | Mauna Kea          | D. D. Balam     |

## 292101–292200
| Denumire            | Denumire provizorie | Data descoperirii  | Locul descoperirii | Descoperitor(i) |
| ------------------- | ------------------- | ------------------ | ------------------ | --------------- |
| 292159 Jongoldstein | 2006 RU105          | 14 septembrie 2006 | Mauna Kea          | J. Masiero      |
| 292160 Davefask     | 2006 RG107          | 14 septembrie 2006 | Mauna Kea          | J. Masiero      |
| 292163 –            | 2006 SD3            | 16 septembrie 2006 | Socorro            | LINEAR          |
| 292165 –            | 2006 SC6            | 16 septembrie 2006 | Siding Spring      | SSS             |
| 292181 –            | 2006 SZ19           | 19 septembrie 2006 | La Sagra           | OAM             |
| 292182 –            | 2006 SB20           | 18 septembrie 2006 | Calvin-Rehoboth    | Calvin College  |

## 292201–292300
| Denumire | Denumire provizorie | Data descoperirii  | Locul descoperirii | Descoperitor(i) |
| -------- | ------------------- | ------------------ | ------------------ | --------------- |
| 292220   | 2006 SU49           | 20 septembrie 2006 | Kitt Peak          | Spacewatch      |
| 292235 – | 2006 SP64           | 21 septembrie 2006 | San Marcello       | San Marcello    |

## 292301–292400
| Denumire | Denumire provizorie | Data descoperirii  | Locul descoperirii | Descoperitor(i)     |
| -------- | ------------------- | ------------------ | ------------------ | ------------------- |
| 292324 – | 2006 SU174          | 25 septembrie 2006 | Mount Lemmon       | Mount Lemmon Survey |
| 292343 – | 2006 SF198          | 25 septembrie 2006 | Moletai            | MAO                 |
| 292352 – | 2006 SU218          | 26 septembrie 2006 | Antares            | Antares Observatory |

## 292401–292500
| Denumire | Denumire provizorie | Data descoperirii  | Locul descoperirii | Descoperitor(i)       |
| -------- | ------------------- | ------------------ | ------------------ | --------------------- |
| 292453 – | 2006 SX359          | 30 septembrie 2006 | Junk Bond          | D. Healy              |
| 292459 – | 2006 SO366          | 29 septembrie 2006 | Farra d'Isonzo     | Farra d'Isonzo        |
| 292497 – | 2006 TX7            | 12 octombrie 2006  | Kanab              | E. E. Sheridan        |
| 292498 – | 2006 TQ9            | 1 octombrie 2006   | Piszkéstető        | K. Sárneczky          |
| 292499 – | 2006 TQ10           | 14 octombrie 2006  | Piszkéstető        | K. Sárneczky, Z. Kuli |

## 292501–292600
| Denumire | Denumire provizorie | Data descoperirii | Locul descoperirii | Descoperitor(i)                 |
| -------- | ------------------- | ----------------- | ------------------ | ------------------------------- |
| 292550 – | 2006 TV60           | 14 octombrie 2006 | Bergisch Gladbach  | W. Bickel                       |
| 292598 – | 2006 TT106          | 15 octombrie 2006 | Lulin Observatory  | C.-S. Lin, Q.-z. Ye             |
| 292600 – | 2006 TU107          | 11 octombrie 2006 | Apache Point       | SDSS Linked Object Catalog team |

## 292601–292700
| Denumire | Denumire provizorie | Data descoperirii | Locul descoperirii | Descoperitor(i) |
| -------- | ------------------- | ----------------- | ------------------ | --------------- |
| 292615 – | 2006 UC1            | 16 octombrie 2006 | Altschwendt        | W. Ries         |
| 292630 – | 2006 UD23           | 16 octombrie 2006 | Calvin-Rehoboth    | L. A. Molnar    |
| 292663 – | 2006 UC62           | 21 octombrie 2006 | Desert Moon        | B. L. Stevens   |

## 292701–292800
| Denumire | Denumire provizorie | Data descoperirii | Locul descoperirii | Descoperitor(i) |
| -------- | ------------------- | ----------------- | ------------------ | --------------- |
| 292779 – | 2006 UB215          | 26 octombrie 2006 | Kitami             | K. Endate       |

## 292801–292900
| Denumire | Denumire provizorie | Data descoperirii | Locul descoperirii   | Descoperitor(i)     |
| -------- | ------------------- | ----------------- | -------------------- | ------------------- |
| 292856 – | 2006 UE341          | 26 octombrie 2006 | Mauna Kea            | P. A. Wiegert       |
| 292867 – | 2006 VU4            | 9 noiembrie 2006  | Lulin Observatory    | H.-C. Lin, Q.-z. Ye |
| 292872 – | 2006 VV12           | 12 noiembrie 2006 | Vallemare di Borbona | V. S. Casulli       |

## 292901–293000
| Denumire | Denumire provizorie | Data descoperirii | Locul descoperirii | Descoperitor(i) |
| -------- | ------------------- | ----------------- | ------------------ | --------------- |
| 292991 – | 2006 WB1            | 17 noiembrie 2006 | Nogales            | J.-C. Merlin    |